# Потанинское сельское поселение (Бурятия)
Се́льское поселе́ние «Потанинское» (бур. Потаниной hомон) — муниципальное образование в Бичурском районе Бурятии Российской Федерации.
Административный центр — посёлок Потанино.

## История
Статус и границы сельского поселения установлены Законом Республики Бурятия от 31 декабря 2004 года № 985-III «Об установлении границ, образовании и наделении статусом муниципальных образований в Республике Бурятия»

## Население
| 2002 | 2011 | 2012 | 2013 | 2014 | 2015 | 2016 |
| ---- | ---- | ---- | ---- | ---- | ---- | ---- |
| 1088 | ↘978 | ↘953 | ↘942 | ↘930 | ↘892 | ↘875 |
| 2017 | 2018 | 2019 | 2020 | 2021 | 2023 | 2024 |
| ↘850 | ↘834 | ↘817 | ↘810 | ↘753 | ↘731 | ↘720 |

## Состав сельского поселения
| № | Населённый пункт | Тип населённого пункта          | Население |
| - | ---------------- | ------------------------------- | --------- |
| 1 | Потанино         | посёлок, административный центр | ↘720      |